# Ibn Qaiyim al-Dschauzīya

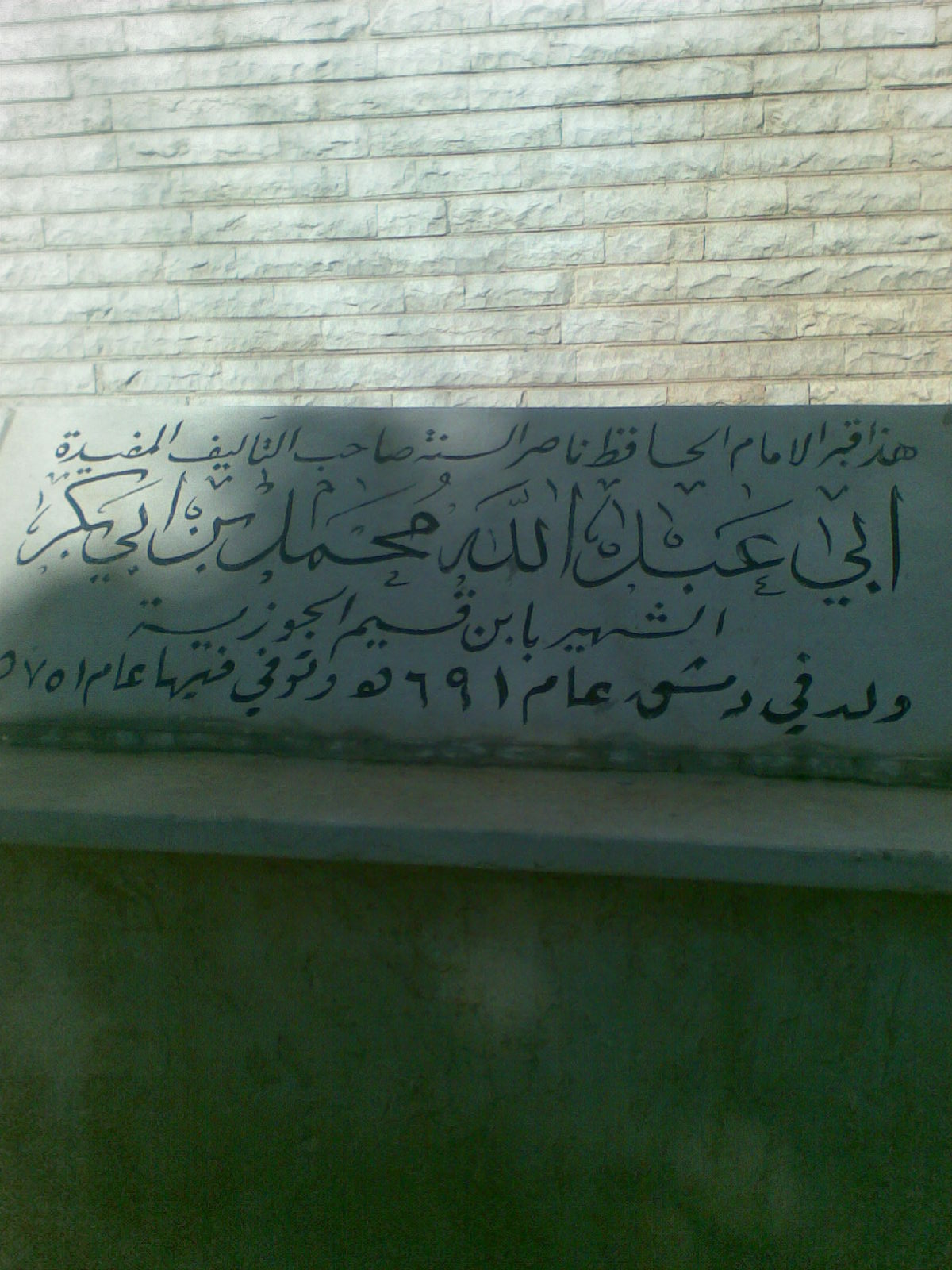
Grabmal al-Dschauziyas nahe Damaskus

Abū ʿAbdallāh Schams ad-Dīn Muhammad ibn Abī Bakr Ibn Qaiyim al-Dschauzīya,  (arabisch أبو عبد الله شمس الدين محمد بن أبي بكر ابن قيم الجوزية, DMG Abū ʿAbdallāh Šams ad-Dīn Muḥammad b. Abī Bakr Ibn Qaiyim al-Ǧauziya; geb. 29. Januar 1292 nähe Damaskus, Syrien; gest. 26. September 1350) oder einfach nur Ibn al-Qaiyim, war ein bekannter hanbalitischer Gelehrter der Mamlukenzeit, der sich mit Theologie, Fiqh und Sufismus befasste.
Er war 16 Jahre lang ein Schüler von Ibn Taimiya und zählt zu den Personen, die von der sogenannten Salafismus-Bewegung rezipiert wurden. Er schrieb keinen Koran-Tafsīr, jedoch wurde gegenwärtig Tafsīr zusammengestellt aus seinen verschiedenen Büchern. Zu seinen Schülern zählten: Ibn Kathir, al-Dhahabi, Ibn Radschab, Ibn Abd al-Hadi und seine zwei Söhne Ibrahim and Scharaf ad-Din Abdullah.
Ibn al-Qaiyim äußerte sich oft und strikt gegen das „blinde“ Befolgen der Rechtsschulen (madhhab) und kritisierte Schiiten. Das Vorgehen der islamischen Schultheologie (ʿIlm al-kalām) lehnte er ab.

## Schriften
- Aḥkām ahl aḏ-ḏimma, grundlegendes Werk, in dem er die Rechtsstellung der Dhimmis nach der Prophetensunna und den Rechtsdirektiven der Nachfolgegenerationen gesammelt und nach der hanbalitischen Lehre des Fiqh kommentiert hat.
- Iʿlām al-muwaqqiʿīn ʿan rabb al-ʿālamīn, ein Handbuch speziell für den Mufti in drei Bänden über Usūl al-fiqh, das den Prinzipien Ibn Taimīyas folgt.
- Madāriǧ as-sālikīn, ein Kommentar zu dem sufischen Handbuch Manāzil as-sāʾirīn von Chwadscha ʿAbdallāh al-Ansārī.
- Miftāḥ dār as-saʿāda wa-manšūr wilāyat ahl al-ʿilm wa-l-irāda, Sammlung von Betrachtungen über die wunderhafte Einrichtung der Natur durch Gott, über die Scharia, die Prophetie und das Bedürfnis der Menschen nach ihr, mit Darlegungen zur Widerlegung der Astrologie.[1] Ibn Qaiyims Ausführungen in diesem Werk über den Wert der natürlichen Ressourcen der Erde werden in der heutigen islamischen Umweltbewegung als Beleg dafür herangezogen, dass es ein authentisches islamisches Umweltbewusstsein gibt.[2]
- aṭ-Ṭibb an-nabawī, Abhandlung zur Prophetischen Medizin, bildet den vierten Teil des vorangehenden Werkes.
- ʿUddat aṣ-ṣābirīn wa-ḏaḫīrat aš-šākirīn („Das Rüstzeug der Ausdauernden und der Vorrat der Dankenden“), hier eine auszugsweise Übersetzung (Flash; 91 kB)* Geduld und Dankbarkeit, Granada Verlag, Wuppertal 2012
- Zād al-maʿād fī hady ḫair al-ʿibād („Der Reiseproviant für das Jenseits über die Rechtleitung des Besten der Menschen“), mehrbändiges Werk zur Rechtslehre.

## Belege
1. ↑  Digitalisat der Ausgabe Dār al-Kutub al-ʿIlmīya, Beirut, 1980
2. ↑  Vgl. dazu M. Izzi Dien: The Environmental Dimensions of Islam. The Lutterworth Press, Cambridge, 2000. S. 25–27.

| Personendaten    | Personendaten                                                 |
| ---------------- | ------------------------------------------------------------- |
| NAME             | Ibn Qaiyim al-Dschauzīya                                      |
| ALTERNATIVNAMEN  | Ibn al-Qayyim Abu Abdullah Schamsid-Din Muhammad Ibn Abu Bakr |
| KURZBESCHREIBUNG | sunnitischer Gelehrter                                        |
| GEBURTSDATUM     | 29. Januar 1292                                               |
| GEBURTSORT       | bei Damaskus, Syrien                                          |
| STERBEDATUM      | 26. September 1350                                            |